# 布師磐
布師 磐（ぬのし の いわ）は、飛鳥時代の豪族。姓は首（おびと）。

## 出自
布師首氏は『新撰姓氏録』「左京皇別」に「生江臣同祖，武内宿禰之後也」とあり、同族の（布忍）首氏は、『新撰姓氏録』「河内国皇別」に、「的人同祖、武内宿禰之後也」とある。摂津国兎原郡布敷郷の地名と関係があると見られ、『大日本古文書』第二十五巻収録の「優婆塞（うばそく）貢進文」、第二十巻収録の「奉写一切経所雑物納并下帳」、『平安遺文』「七条令解」などに一族の名前が登場している。

## 記録
布師磐は、『日本書紀』巻第二十七の天智天皇10年11月（671年）に、唐使郭務悰ら600人、送使の沙宅孫登（さたくそんとう）ら1,400人、合計2,000人を乗せた船47隻の使者として登場する。大船団の多数でいきなり日本に上陸したら防人と交戦することになりかねないと危懼したので、あらかじめ来朝する旨を語るという名目で、沙門（ほうし）道久（どうく）、筑紫薩野馬(つくし の さちやま)・韓嶋裟婆（からしま の さば）とともに比知島に停泊したという内容の記述があるのみである。しかし、みな死んだのか拒否されたのか日本に上陸した記録はない。
1. ↑  『日本書紀』天智天皇十年十一月十日条
2. 1 2 3 4 5 6  近藤浩一『白村江直後における熊津都督府の対倭外交』『人文×社会』編集委員会〈人文×社会 1 (4)〉、2021年12月15日、30-33頁。
3. ↑  開府儀同三司新羅王金法敏・熊津都尉扶余隆，盟干百済之熊津城。初百済自扶余璋与高麗連和，屢侵新羅之地，新羅遣使入朝求救，相望於路。及蘇定方既平百済軍回，余衆又叛。鎮守使劉仁願・劉仁軌等，経略数年，漸平之。詔扶余隆，及令与新羅和好。至是，刑白馬而盟。先祀神祇及川谷之神，而後歃血。其盟文曰，…。劉仁軌之辞也。歃訖，埋書弊弊於壇下之吉地，蔵其盟書於新羅之廟。於是，仁軌領新羅・百済・耽羅・倭人四国使，浮海西還，以赴太山之下。 — 冊府元亀、外臣部二十六、盟誓・高宗麟徳二年年八月条
4. ↑  同盟于熊津城。劉仁軌以新羅・百済・耽羅・倭国使者浮海西還，会祠泰山。 — 資治通鑑、麟徳二年八月条
5. ↑  麟徳二年，封泰山。仁軌，領新羅及百済・耽羅・倭四国酋長，赴会。 — 旧唐書、劉仁軌伝
6. ↑  十一月甲午朔癸卯，対馬国司，遣使於筑紫大宰府言，月生二日，沙門道久・筑紫君薩野馬・韓嶋勝娑婆・布師首磐四人，従唐来曰，唐国使人郭務悰等六百人，送使沙宅孫登等一千四百人，総合二千人，乗船册七隻，倶泊於比知島，相謂之曰，今吾輩人船数衆，忽然到彼，恐彼防人，驚駭射戦，乃遣道文等，予稍披陳来朝之。 — 日本書紀、天智十年十一月甲午朔癸卯条
7. ↑  詔軍丁筑紫国上陽咩郡人大伴部博麻曰，於天豊財重日足姫天皇七年，救百済之役，汝為唐軍見虜。洎天命開別天皇三年，土師連富杼・氷連老・筑紫君薩野馬・弓削連元宝児，四人，思欲奏聞唐人所計，縁無衣糧，憂不能達。 — 日本書紀、持統四年十月乙丑条